# Джасим ибн Хамад Аль Тани
Джасим бин Хамад бин Халифа Аль Тани (араб. جاسم بن حمد آل ثاني‎; род. 25 августа 1978, Доха, Катар) — бывший Наследный принц Катара. Он является третьим по старшинству сыном эмира Катара шейха Хамада бин Халифы Аль Тани и первым сыном у его второй жены шейхи Мозы бинт Насер аль Миснед.

## Биография
Джасим получал своё образование в британской Королевской военной академии в Сандхёрсте. После его окончания шейх Джасим был назначен 2-м лейтенантом Вооружённых сил Катара 9 августа 1996 года. А 23 октября того же года он стал Наследным принцем Катара. Он заменил на этом месте своего старшего единокровного брата Мишаала бин Хамада бин Халифу Аль Тани. Из-за его возраставших амбиций по обладанию всё большей властью, Джасима вынудили (5 августа 2003 года) отказаться от своих прав наследного принца в пользу его младшего брата шейха Тамима.
Джасим был личным представителем бывшего эмира, своего отца. Шейх Джасим также является почётным президентом Катарского национального общества по борьбе с раком (QNCS) с 1997 года. Кроме того, он был председателем Верховного комитета по координации и последствиям с 1999 года, председателем Верховного Совета по вопросам экологии и природных ресурсов, начиная с 2000 года. Он также является патроном Академии спортивного мастерства Aspire с 2003 года.

## Брак и дети
Шейх Джасим женился на шейхе Бутайне бинт Ахмад Аль Тани, дочери шейха Хамада бин Али Аль Тани, 30 марта 2006 года. Церемония состоялась во дворце Аль-Ваджбах в Дохе. У пары семь детей, три сына и четыре дочери:
- Её Высочество шейха Моза бинт Джасим Аль Хамад Аль Тани (род. в феврале 2007)
- Его Высочество шейх Фахд бин Джасим Аль Хамад Аль Тани (род. в 2008)
- Её Высочество шейха Хинд бинт Джасим Аль Хамад Аль Тани (род. в декабре 2009)
- Его Высочество шейх Хамад бин Джассим бин Хамад Аль Тани (2010 г.р.)
- Его Высочество шейх Тамим бин Джассим бин Хамад Аль Тани (2014 г.р.)
- Её Высочество Аль Маясса бинт Джассим бин Хамад Аль Тани (родилась в октябре 2015 г.)
- Её Высочество Дай бинт Джассим бин Хамад Аль Тани (родилась 1 января 2018 г.)

## Титулы
- Шейх Джасим бин Хамад бин Халифа Аль Тани (1978—1995)
- Его Превосходительство шейх Джасим бин Хамад бин Халифа Аль Тани (1995—1996)
- Его Высочество шейх Джасим бин Хамад бин Халифа Аль Тани, Кронпринц Катара (1996—2003)
- Его Высочество шейх Джасим бин Хамад бин Халифа Аль Тани (2003-)

## Награды
- : Большая лента (специальная награда) Ордена Возрождения (1997)
- : Большая лента Ордена Заслуг (2000)
- : Большая лента Ордена Аль-Нахайян (2000)